# Я (местоимение)
Я — личное местоимение первого лица единственного числа (по другой терминологии — местоименное существительное). 
В русском языке личное местоимение не имеет вежливо-иерархических форм, характерных для личных местоимений некоторых восточных языков, не различается по родам, и изменяется по падежам. Я (Ja) как местоимение первого лица единственного числа присутствует также в большинстве других славянских языков (польском, сербском, словацком, чешском, хорватском, украинском).
Примеры: Я есть дверь (Ин. 10:9).

## Этимология
Слово восходит к праслав. azъ, с протетическим j (ср. словен. jaz) и отпадением z.
Праславянская форма близка к иранским (ср. осет. Ӕз и курд. Ez) и балтийским языкам (латыш. es, лит. aš) и, в свою очередь, продолжает пра-и.е. *eǵ(h)o(m) (ср. греч. Εγώ; лат. Ego; швед. Jag, дат. Jeg, нидерл. Ik.

## Интересные факты
- Слово «я» является шифтером, его значение зависит от говорящего.
- «Я» — первое слово в списке Сводеша.